# دالاس سونیز
دالاس سونیز (به انگلیسی: Dallas Soonias) (زاده ۲۵ آوریل ۱۹۸۴ در ساسکاتون) بازیکن والیبال اهل کانادا عضو تیم ملی والیبال کانادا است. دالاس در حال حاضر در تیم العربی  کشور قطر فعالیت می کند.